# Marc Blouin
Marc Blouin (nascido em 13 de maio de 1953) é um ex-ciclista canadense. Ele representou o Canadá nos Jogos Olímpicos de Verão de 1976, em Montreal.